# روث أليس إريكسون
روث أليس إريكسون (بالإنجليزية: Ruth Alice Erickson)‏ هي ضابطة وممرضة أمريكية، ولدت في 20 يونيو 1913 في فيرجينيا في الولايات المتحدة، وتوفيت في 25 نوفمبر 2008 في روشستر في الولايات المتحدة.